# Shahdol (Distrikt)
Der Distrikt Shahdol (Hindi शहडोल ज़िला) ist ein Distrikt in der historischen Region Baghelkhand im Osten des zentralindischen Bundesstaats Madhya Pradesh. Verwaltungszentrum ist die ca. 100.000 Einwohner zählende Stadt Shahdol.

## Geografie
Der Distrikt Shahdol wird im Norden bzw. Nordosten begrenzt durch die Flüsse Son und Banas. Nachbardistrikte sind im Westen der Distrikt Katni, im Nordwesten der Distrikt Satna, im Nordosten der Distrikt Sidhi, im Osten befindet sich der Bundesstaat Chhattisgarh und im Südosten und Süden der Distrikt Anuppur.
Die Höhe des Distrikts beträgt zwischen 350 (am Son-Fluss) und 500 m. Die durchschnittliche jährliche Niederschlagsmenge liegt bei ca. 1100 mm, von der jedoch etwa 90 % während der sommerlichen Monsunzeit fallen.

## Verwaltungsgliederung
Der Distrikt Shahdol ist in nur vier Verwaltungsbezirke (Tehsils oder Subdivisions) unterteilt: Sohagpur, Beohari, Jaisinghnagar und Jaitpur. Er besteht aus acht Städten und 814 bewohnten Dörfern mit sechs Stadt- und 391 Dorfverwaltungen.

## Bevölkerung

### Einwohnerentwicklung
In den ersten Jahrzehnten des 20. Jahrhunderts wuchs die Bevölkerung bereits stark. Trotz Seuchen, Krankheiten und Hungersnöten. Seit der Unabhängigkeit Indiens hat sich die Bevölkerungszunahme beschleunigt. Seit 1951 war in den jeweils zehn Jahren zwischen den einzelnen Volkszählungen ein sehr starkes Wachstum zu verzeichnen. Während die Bevölkerung in der ersten Hälfte des 20. Jahrhunderts um rund 60 % zunahm, betrug das Wachstum in den fünfzig Jahren zwischen 1961 und 2011 182 %. Die Bevölkerungszunahme zwischen 2001 und 2011 lag bei 17,39 % oder rund 158.000 Menschen. Offizielle Bevölkerungsstatistiken werden seit 1901 geführt und veröffentlicht.
| Jahr      | 1901    | 1911    | 1921    | 1931    | 1941    | 1951    | 1961    | 1971    | 1981    | 1991    |
| Einwohner | 184.279 | 210.750 | 195.760 | 235.883 | 269.448 | 294.797 | 378.636 | 476.735 | 607.061 | 766.980 |

### Bedeutende Orte
Im Distrikt gibt es insgesamt acht Orte, die als Städte (towns und census towns) gelten. Dennoch ist der Anteil der städtischer Bevölkerung im Distrikt gering. Denn nur 219.600 der 1.066.063 Einwohner oder 20,60 % leben in städtischen Gebieten. Die fünf Orte mit mehr als 10.000 Einwohnern sind:

### Volksgruppen
In Indien teilt man die Bevölkerung in die drei Kategorien general population, scheduled castes und scheduled tribes ein. Die scheduled castes (anerkannte Kasten) mit (2011) 89.733 Menschen (8,42 Prozent der Bevölkerung) werden heutzutage Dalit genannt (früher auch abschätzig Unberührbare betitelt). Die scheduled tribes sind die anerkannten Stammesgemeinschaften mit (2011) 476.008 Menschen (44,65 Prozent der Bevölkerung), die sich selber als Adivasi bezeichnen. Zu ihnen gehören in Madhya Pradesh 46 Volksgruppen. Mehr als 5000 Angehörige zählen die Gond (185.916 Personen oder 17,44 % der Distriktsbevölkerung), Kol (105.046 Personen oder 9,85 % der Distriktsbevölkerung), Baiga (99.299 Personen oder 9,31 % der Distriktsbevölkerung), Pao (27.084 Personen oder 2,54 % der Distriktsbevölkerung), Panika (17.295 Personen oder 1,62 % der Distriktsbevölkerung), Kawar (10.071 Personen oder 0,94 % der Distriktsbevölkerung), Agariya (5844 Personen oder 0,55 % der Distriktsbevölkerung) und Bharia Bhum (5270 Personen oder 0,49 % der Distriktsbevölkerung).

### Bevölkerung des Distrikts nach Bekenntnissen
Der Distrikt hat eine deutliche hinduistische Mehrheit. Doch gibt es mit den Muslimen und den Anhängern traditioneller Religionen zwei kleinere Minderheiten im Distrikt.
Die muslimische Minderheit ist in den Städten Dhanpuri, Sabo und Shahdol (alle im Block Sohagpur) und daher im Block Sohagpur (32.033 Menschen oder 6,58 % der dortigen Bevölkerung) überdurchschnittlich vertreten. Und die Anhängerschaft der traditionellen Religionen konzentriert sich auf die ländliche Bevölkerung der Blocks Jaitpur (10.800 Personen oder 6,65 % der dortigen ländlichen Bevölkerung) und Sohagpur (6325 Personen oder 2,04 % der dortigen ländlichen Bevölkerung). Die genaue religiöse Zusammensetzung der Bevölkerung zeigt folgende Tabelle:
| Jahr                                   | Buddhisten | Buddhisten | Christen | Christen | Hindus  | Hindus | Jainas | Jainas | Muslime | Muslime | Sikhs | Sikhs | Andere Religionen | Andere Religionen | keine Angaben | keine Angaben | Total     | Total    |
| Jahr                                   | Zahl       | %          | Zahl     | %        | Zahl    | %      | Zahl   | %      | Zahl    | %       | Zahl  | %     | Zahl              | %                 | Zahl          | %             | Zahl      | %        |
| -------------------------------------- | ---------- | ---------- | -------- | -------- | ------- | ------ | ------ | ------ | ------- | ------- | ----- | ----- | ----------------- | ----------------- | ------------- | ------------- | --------- | -------- |
| 2011                                   | 268        | 0,03       | 2372     | 0,22     | 997.073 | 93,53  | 1737   | 0,16   | 42.426  | 3,98    | 912   | 0,09  | 19.448            | 1,82              | 1827          | 0,17          | 1.066.063 | 100,00 % |
| Quelle: Ergebnis der Volkszählung 2011 |            |            |          |          |         |        |        |        |         |         |       |       |                   |                   |               |               |           |          |

### Bevölkerung des Distrikts nach Sprachen
Die Bevölkerung des Distrikts Shahdol ist sprachlich einheitlich. Denn es sprechen 1.049.653 Personen (98,46 % der Bevölkerung) Hindi-Sprachen und -Dialekte. Unter den Hindi-Sprachen und -Dialekten dominiert Alltagshindi mit 1.049.653 Sprechenden deutlich gegenüber Baghelkhandi mit 36.209 Sprechenden.
In den Städten gibt es sprachliche Minderheiten von Zugewanderten aus anderen Teilen Indiens (Bengali und Sindhi). Zwei einheimische Gruppen sind die Urdu-Sprechenden (1687 Personen) und die Gondi-Sprachigen, einer drawidischen Sprache (7465 Personen). Letztere konzentrieren sich auf die Blocks Jaisinghnagar, Jaitpur und Sohagpur, wo ihr höchster Anteil im Block Jaitpur (2,25 % der dortigen Bevölkerung) liegt.

## Wirtschaft
Der Distrikt Shahdol ist immer noch in hohem Maße landwirtschaftlich geprägt; lediglich am Rand der Großstadt Shahdol gibt es mehrere Kleinindustrien. Acht an zwei Strecken gelegene Orte haben einen Bahnanschluss.

## Geschichte

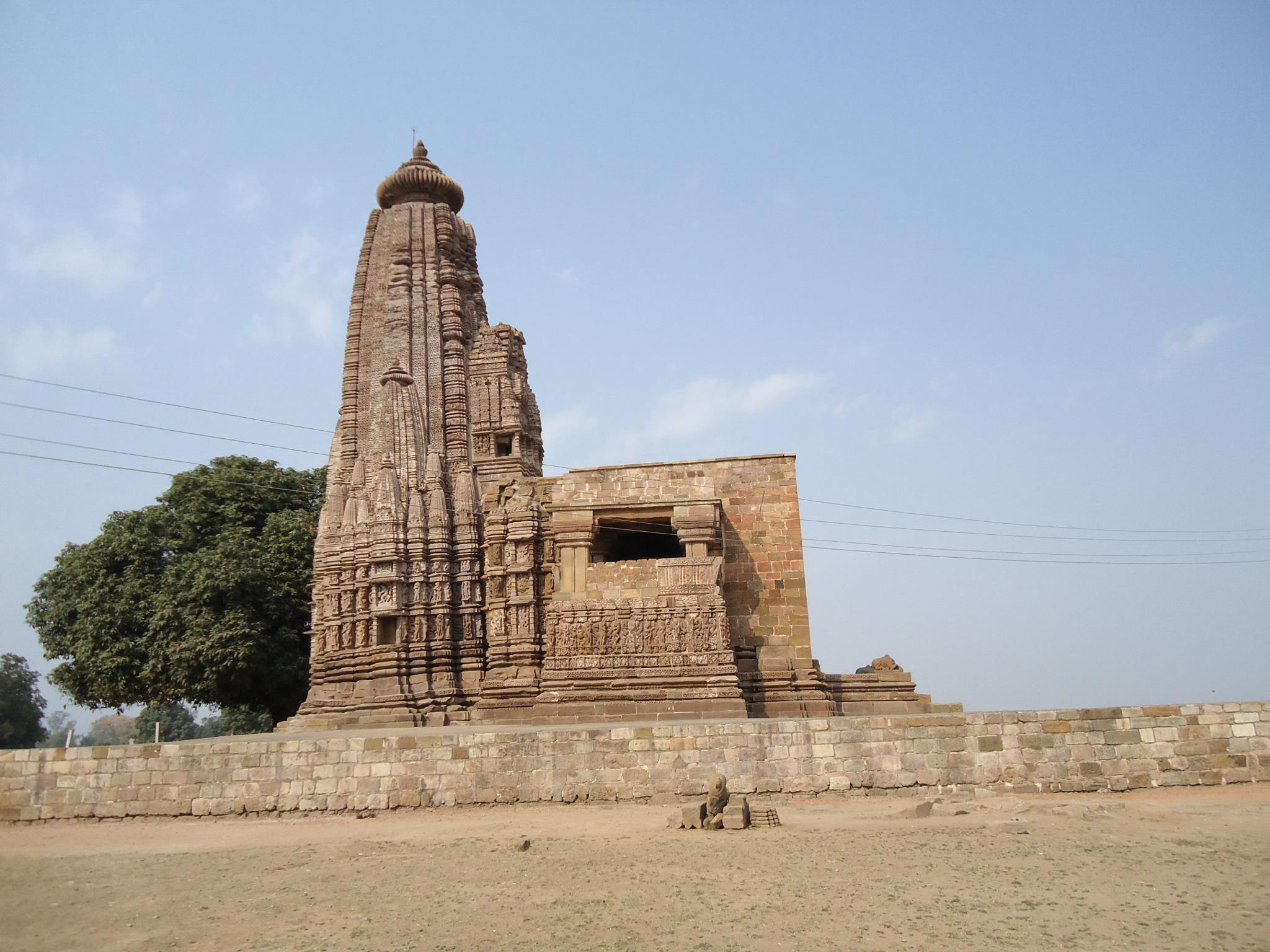
Virateshvara-Tempel

Die Region um Shahdol gehörte im 4./5. Jahrhundert zum Gupta-Reich, welches später von den Königen der Kalachuri-Dynastie abgelöst wurde. Im Hochmittelalter übernahmen die Gond-Herrscher die Macht; sie gerieten jedoch ab 1577 unter den politischen und kulturellen Einfluss des Mogul-Reiches unter Akbar I. Danach kam die Region im 17. und 18. Jahrhundert unter den Einfluss der Marathen; seit der Mitte des 19. Jahrhunderts stand das zum Fürstenstaat Rewa gehörende Gebiet unter britischer Kontrolle. Das ursprünglich South Rewa(h) genannte Gebiet wurde zum Distrikt (Tehsil) Sohagpur mit dem gleichnamigen Hauptort. Dieser Distrikt wurde später in Shahdol umbenannt. Nach der Unabhängigkeit Indiens (1947) gehörte die Region zu den Fürstenstaaten der Central Provinces, aus denen im Jahr 1948 der Bundesstaat Vindhya Pradesh hervorging. Dieser Bundesstaat wurde am 1. November 1956 Teil des Bundesstaats Madhya Pradesh. Im Jahr 1998 trennte sich der westliche Teil des Distrikts ab und wurde zum Distrikt Umaria. Und mit Wirkung zum 15. August 2003 wurde der neue Distrikt Anuppur abgetrennt.

## Sehenswürdigkeiten
Ältestes und in seiner Art einziges Bauwerk im touristisch kaum erschlossenen Distrikt Shahdol ist der von den Kalachuris in der zweiten Hälfte des 10. Jahrhunderts erbaute, aber teilweise zerstörte Virateshvara-Tempel im Süden der Stadt Shahdol. Hier finden sich Statuen aus dem Umfeld der Götter Shiva und Vishnu, woraus einige Forscher geschlossen haben, dass der Tempel beiden Gottheiten gemeinsam geweiht war. Der gut erhaltene Shikhara-Turm ist – ganz in der Art des etwa gleichzeitig erbauten Lakshmana-Tempels in der ca. 300 km nordwestlich gelegenen Tempelstadt Khajuraho – über und über mit Figuren besetzt; er schließt mit einer gerippten Ringscheibe (amalaka) mit einem Vasenaufsatz (kalasha).